# Пятнистая зубатка

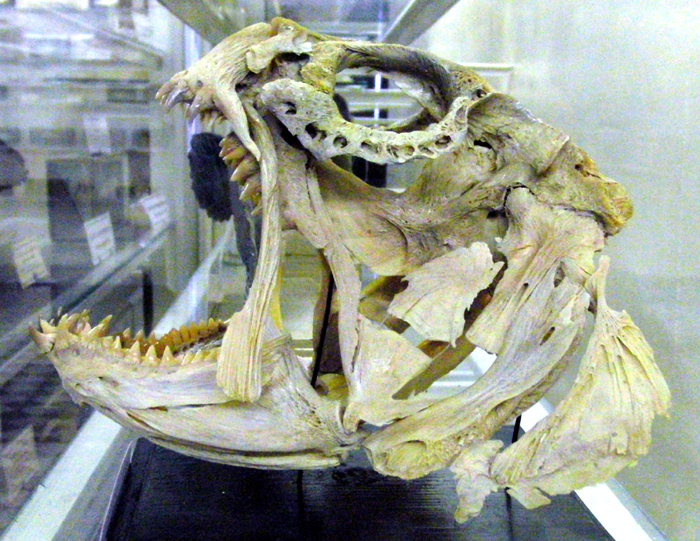
Череп

Пятнистая зубатка(лат. Anarhichas minor) — морские рыбы семейства зубатковых отряда скорпенообразных. По многим признакам напоминает промежуточную форму между двумя своими родственниками — полосатой и синей зубатками.

## Внешний вид и строение
Максимальная длина тела 180 см, а масса 27,9 кг.
Бугорковидные зубы пятнистой зубатки менее развиты, чем у полосатой. Сошниковые зубы не выдаются назад за нёбные ряды.
У мальков этого вида на теле есть широкие чёрные поперечные полосы. Когда мальки переходят к жизни на дне, полосы распадаются на отдельные пятна; эти пятна хорошо обособлены друг от друга, а в полосы группируются далеко не так ясно, как у полосатой зубатки.

## Распространение и места обитания
Ареал пятнистой зубатки приблизительно совпадает с ареалом полосатой, но в южных районах ареала она встречается реже полосатой зубатки, а в северных чаще. У побережья Норвегии пятнистая зубатка встречается лишь севернее Бергена, в Северном море она попадается крайне редко, а в Балтийском не встречается. В районе Исландии ловят одну пятнистую зубатку на 20 полосатых. Вдоль атлантического побережья Северной Америки уже около залива Массачусетс пятнистая зубатка встречается крайне редко, но на север вдоль западного побережья Гренландии встречается до Туле.
Как и другие зубатки, пятнистая обитает на материковом склоне. Держится на большей глубине, чем полосатая (до 550 м), и избегает зарослей морских растений. Зимой уходит на бо́льшую глубину, чем летом.

## Питание
Рацион пятнистой зубатки напоминает рацион полосатой, но в нём больше иглокожих (офиур, морских звёзд и морских ежей), а моллюсков — меньше.

## Размножение и развитие
Сезон размножения приходится на лето. В кладке 12—50 тысяч икринок (при длине рыб 87—120 см). По размерам они одинаковы с икринками полосатой зубатки и аналогичным образом слипаются в кладку, но эти кладки располагаются на большей глубине (более 100 м), чем кладки полосатой зубатки. Мальки ведут пелагический образ жизни.

## Пятнистая зубатка и человек
Пятнистую зубатку промышляют в Баренцевом море и у Гренландии. Её мясо считается не менее вкусным, чем у полосатой. Шкура пятнистой зубатки издавна употребляется как материал для различных изделий — верха для лёгкой обуви, сумочек, переплётов для книг и так далее. Сегодня этот древний промысел угасает из-за широкого применения дешёвых синтетических материалов.

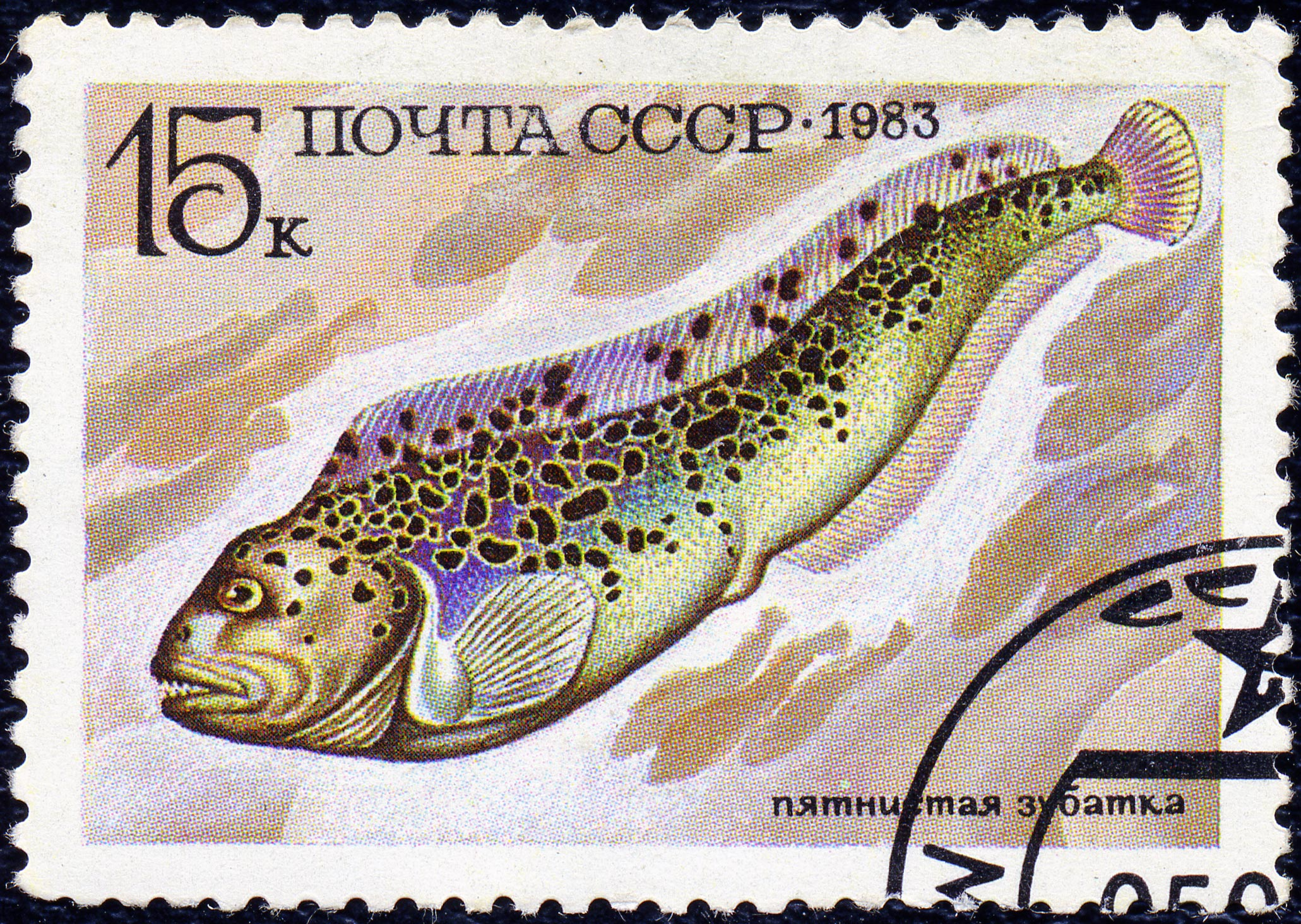
Пятнистая зубатка на почтовой марке